# Уряд Нагірно-Карабаської Республіки
Уряд Нагірно-Карабаської Республіки — організація, що виконувала виконавчу владу у невизнаній Нагірно-Карабаській республіці.

## Склад
| Ім'я              | Посада                                                              |
| ----------------- | ------------------------------------------------------------------- |
| Араїк Арутюнян    | Прем’єр-міністр                                                     |
| Сергій Мовсесян   | Міністр охорони здоров'я                                            |
| Наріне Наріманян  | Міністр юстиції                                                     |
| Карлен Петросян   | Міністр виробничих інфраструктур                                    |
| Георгій Петросян  | Міністр закордонних справ                                           |
| Армо Цатрян       | Міністр сільського господарства                                     |
| Сурен Грігорян    | Міністр апарату уряду                                               |
| Владік Хачатрян   | Міністр освіти та науки                                             |
| Мовсес Акопян     | Міністр оборони                                                     |
| Наріне Асцатрян   | Міністр соціального забезпечення                                    |
| Наріне Агабалян   | Міністр культури та у справах молоді                                |
| Карен Шахраманян  | Міністр будівництва                                                 |
| Спартак Тевосян   | Міністр фінансів                                                    |
| Карен Єсаян       | Міністр економічного розвитку                                       |
| Віктор Кочарян    | Директор служби національної безпеки                                |
| Андранік Хачатрян | Голова державного кадастру нерухомості                              |
| Сергій Шахвердян  | Начальник управління з туризму                                      |
| Артак Балаян      | Начальник державної податкової служби                               |
| Гарі Грігорян     | Начальник управління навколишнього середовища та природних ресурсів |
| Роберт Шаферян    | Начальник поліції                                                   |
| Размік Овсепян    | Голова державного комітету спорту                                   |
| Артур Арутюнян    | Директор рятувальної служби                                         |
| Дмитро Атбашян    | Начальник управління цивільної авіації                              |

## Прем'єр-міністри
Олег Єсаян (1992—1994)
Роберт Кочарян (08.1994 — 12.1994)
Леонард Петросян (1994—1998)
Жирайр Погосян (1998—1999)
Анушаван Даніелян (1999—2007)
Араїк Арутюнян (2007—2017)
Григорій Мартиросян (2018—2021)